# Luigi Franchi S.p.A.
Franchi S.p.A. – włoskie przedsiębiorstwo produkujące broń strzelecką. Zostało założone w 1868 roku i zajmowało się produkcja broni myśliwskiej.
Po II wojnie światowej przedsiębiorstwo Luigi Franchi próbowało wejść na rynek wojskowej broni automatycznej i rozpoczęło w 1956 roku produkcję pistoletu maszynowego LF57, ale broń ta sprzedawała się słabo, zarówno na rynku włoskim zdominowanym przez Berettę, jak i na rynkach zagranicznych.
Na początku lat 80. Franchi ponownie rozpoczęło produkcję broni bojowej. Tym razem były to strzelby samopowtarzalne (SPAS 12). Od 1995 roku Franchi jest częścią holdingu Beretta. W ramach holdingu Franchi produkuje nadal strzelby śrutowe.

## Broń produkowana przez firmę Luigi Franchi S.p.A.
- LF 57
- SPAS 12
- SPAS 15
- AL-48
- Fenice
- Inertia
- Falconet
- Barrage
- Highlander